# Journalista
Journalista er en dansk-sproget netavis redigeret og skrevet fra Malaga i Spanien af Lars Bjørknæs. Netavisen er tilgængelig fra internettet, og nyhedshistorierne er især skrevet på baggrund af aktindsigter. Netavisen var per 2016 ikke tilmeldt Pressenævnet.
En opgørelse for 2018 blandt nordjyske kommuner viser, at Bjørknæs var den journalist, der søgte suverænt flest aktindsigter med et forbrug på mindst 768 embedsmandstimer.